# Метелик (фільм, 2012)
«Метелик» — український короткометражний фільм 2012 року режисера Максима Буйницького за мотивами однойменного фінального оповідання книги «Звірослов» Тані Малярчук. Стрічка знята на державне замовлення.

## Синопсис
Героїня фільму, Жанка — майже ідеальна людина. І тому Всевишній звільняє її від важкого буття, перетворивши на метелика. На неї чекає легке безтурботне життя. Але вона прагнула іншого — кохати і бути коханою...

## У ролях
- Христина Люльченко — Жанка
- Артем Мартинишин — Юра
- Євген Харитонов — кондуктор Степан
- Катерина Шоломицька — Ірма
- Марія Хомутова — бібліотекарка
- Ніна Антонова — Бабуся Віка
- Сергій Чернов — Адідас
- Ярослав Чаус — Ваня

## Творча група
- Режисер-постановник: Максим Буйницький
- Режисер: Юлія Гоголь
- Сценарист: Максим Буйницький
- Оператор-постановник: Олександр Кришталович[7]
- Оператори: Ілля Ільченко, Сергій Крутько
- Композитор: Максим Шоренков
- Звукооператор: Юрій Лавриненко
- Художник-постановник: Інга Житня
- Художник-гример: Людмила Сміян
- Художник-костюмер: Оксана Піскаленко
- Редактор: Інеса Размашкіна
- Режисер монтажу: Олена Калітіна
- Директор картини: Олена Бородянець
- Художній керівник: Роман Балаян

## Цікаві факти
У фільмі звучить вірш Ліни Костенко «Хуртовини».